# Niryjek
Niryjek (Mycterus) – rodzaj chrząszczy z nadrodziny czarnuchów i rodziny niryjków. Jedyny z monotypowej podrodziny Mycterinae. 

## Morfologia
Chrząszcze o wydłużonym, owalnym, stosunkowo przysadzistym, grzbietowo wypukłym ciele osiągające od 5 do 10 mm długości.  Oskórek grzbietowej strony ciała jest wyraźnie, gęsto porośnięty krótkimi, przylegającymi włoskami. Głowa jest wydłużona w ryjek i pozbawiona szwu epistomalnego. Oczy złożone są dość duże, ale słabo wypukłe. Jedenastoczłonowe czułki cechują się dymorfizmem płciowym – u samców są one piłkowane do prawie blaszkowatych, a u samic raczej nitkowate lub paciorkowate. Głaszczki obu par są podobnie ukształtowane. U większości gatunków szwy gularne mają przebieg prawie równoległy. Z wyjątkiem M. quadricollis kształt przedtułowia jest dzwonkowaty. W tyle przedplecza brak jest poprzecznego rowka łączącego parę dołków tylno-bocznych, natomiast przez środek przedplecza biec może podłużna bruzdka. Stosunkowo niewielka tarczka bywa wyniesiona ponad poziom pokryw. Pokrywy są gładkie lub miejscami pomarszczone. Ich punktowanie jest bezładne. Na spodzie odwłoka widocznych jest pięć sternitów (wentrytów), z których dwa pierwsze zachodzą na siebie stożkowato; u samców występują na nich łatki szczecinek lub nagich guzków nieobecne u samic. Pierwszy z wentrytów ma trójkątny, stępiony wyrostek na przednim brzegu. Genitalia samca mają wydłużony i dość wąski edeagus podzielony na tegmen i nieco zwężające się ku szczytowi prącie. Tegmen z kolei dzieli się na dosiebne basale i odsiebne apicale. To pierwsze może być podobnej długości co drugie lub znacznie od niego dłuższe. Na apicale osadzone są wyraźnie wcięte, u większości gatunków wąskie i wydłużone paramery.

## Ekologia i występowanie
Biologia i ekologia tego rodzaju są stosunkowo słabo przebadane. Larwa opisana została tylko u jednego gatunku, Mycterus curculionides. Znaleziono ją pod korą martwej sosny na terenie Hiszpanii. Ogólnie przedstawiciele rodziny o poznanej diecie są mykofagami, często gatunkami saproksylicznymi.
Owady dorosłe chętnie odwiedzają kwiaty różnych roślin, np. juk, marchwi, nawłoci i pruszników. W Europie Środkowej spotykane są na stanowiskach kserotermicznych.
Rodzaj rozprzestrzeniony niemal kosmopolitycznie, ale najliczniej reprezentowany w strefach umiarkowanych półkuli północnej i południowej, przy czym kilka gatunków znanych jest z krainy orientalnej (nie wszystkie zostały jednak opisane). Jest jedynym palearktycznym przedstawicielem całej rodziny. W Europie reprezentują go 3 gatunki, z czego w Polsce tylko jeden, Mycterus curculionides, który to wpisany został na Czerwoną listę zwierząt ginących i zagrożonych w Polsce jako narażony na wyginięcie. Z kolei w nearktycznej Ameryce Północnej stwierdzono występowanie 6 gatunków.

## Taksonomia
Rodzaj ten wprowadzony został w 1798 roku przez Josepha Philippe’a de Clairville i Johanna Rudolpha Schellenberga. We własnym taksonie rangi rodzinowej umieścił go po raz pierwszy Lorenz Oken w 1843 roku. W pracy Johna F. Lawrence'a i Alfreda Newtona z 1995 roku zaliczono go wraz z rodzajem Mycteromimus do podrodziny Mycterinae w obrębie rodziny Mycteridae. Później Darren Andrew Pollock na podstawie analizy genitaliów przeniosła Mycteromimus do Eurypinae, czyniąc Mycterinae podrodziną monotypową.
Do rodzaju tego należy 10 opisanych gatunków:
- Mycterus canescens Horn, 1879
- Mycterus concolor LeConte, 1853
- Mycterus curculioides (Fabricius, 1781)
- Mycterus elongatus Hopping, 1935
- †Mycterus molassicus Heer 1847 – gatunek kopalny znany z miocenu
- Mycterus marmoratus Pollock, 1993
- Mycterus quadricollis Horn, 1874
- Mycterus scaber Haldeman, 1843
- Mycterus tibialis Küster, 1850
- Mycterus umbellatarum (Fabricius, 1787)